# Music to Moog By
Music to Moog By est un album de Gershon Kingsley sorti en 1969 et réédité en 2003 sur CD. Il contient la toute première version du célèbre morceau Popcorn. Il s'agit d'un des premiers albums de musique électronique utilisant le synthétiseur Moog.

## Liste des pistes
| 1.    | Hey, Hey             | Kingsley-Janice Davis | 2:10 |
| 2.    | Scarborough Fair     | Paul Simon            | 2:45 |
| 3.    | For Alisse Beethoven | Gershon Kingsley      | 2:17 |
| 4.    | Sheila               | Gershon Kingsley      | 2:33 |
| 5.    | Popcorn              | Gershon Kingsley      | 2:22 |
| 6.    | Twinkle, Twinkle     | Kingsley-Davis        | 2:05 |
| 7.    | Nowhere Man          | Lennon/McCartney      | 2:56 |
| 8.    | Sunset Sound         | Gershon Kingsley      | 2:36 |
| 9.    | Trumansburg Whistle  | Gershon Kingsley      | 2:55 |
| 10.   | Paperback Writer     | Lennon/McCartney      | 2:49 |
| 25:54 |                      |                       |      |